# Torre televisiva di San Pietroburgo
La torre televisiva di San Pietroburgo (in russo Санкт-петербургская телебашня?, Sankt-peterburgskaja telebašnja) è una torre di trasmissione costruita nell'omonima città nel 1962 arrivando ad un'altezza di 316 m (incrementati nel 2011 a 326 m). È la più alta costruzione a traliccio della Russia, oltre ad essere la seconda torre televisiva più alta dopo la Torre di Ostankino e il secondo edificio più alto della città dopo il Lakhta Center. La torre dispone anche di un piano panoramico all'altezza di 191 m. Vicino alla torre è posta la stazione metropolitana di Petrogradskaja.